# Лъчение на Хокинг
Лъчение на Хокинг – процес, при който черни дупки излъчват различни елементарни частици. Имайки предвид закона за запазване на енергията, при този процес масата на черните дупки намалява, т.е. черната дупка се „изпарява“. Процесът е наречен на името на английския физик Стивън Хокинг, който през 1976 г. излага теоретичния аргумент за съществуването му.
Квантовата механика описва флуктуациите на вакуума: непрекъснато двойки виртуални частици се образуват от вакуума и не след дълго анихилират една с друга. Ако такава двойка виртуални частици се зароди близо до хоризонта на събитията на черна дупка, то тази двойка може да бъде разкъсана от приливните сили на черната дупка и една от двете частици да бъде погълната. По този начин непогълнатата от черната дупка частица изглежда като излъчена от черната дупка и от виртуална става реална. Евристично, за далечен наблюдател, погълнатата от черната дупка частица е като частица с отрицателна енергия, т.е. нейното поглъщане би намалило масата на черната дупка (масата на черната дупка плюс някаква отрицателна маса дава по-малко положително число). Интересното е, че лъчението, което се образува от непогълнатите частици, има топлинен спектър, а температурата на лъчението се изчислява по формулата:
{\displaystyle T={\hbar \,c^{3} \over 8\pi k\,GM}}
където {\displaystyle \hbar } – константата на Планк, c – скоростта на светлината във вакуум, k – константата на Болцман, G – гравитационната константа, и, М – масата на черната дупка.
Периодът на изпарение на черна дупка зависи от масата ѝ, и може да се изчисли по формулата:
{\displaystyle t_{\operatorname {ev} }={5120\,\pi \,G^{2}M_{0}^{\,3} \over \hbar \,c^{4}}}